# 대한민국 외자구매처
외자구매처(外資購買處)는 정부의 소유 또는 관리에 속하는 자금으로 구매하는 외자의 수입 및 수입한 외자의 구매 등에 관한 사무를 관장하는 대한민국의 옛 중앙행정기관이다. 1949년 12월 10일 발족하였으며 1955년 2월 7일 임시외자관리청과 통합하여 외자청으로 개편되면서 폐지되었다.

## 설치 근거 및 소관 업무
- 외자구매처임시설치법 [법률 제72호, 1949.12.10 제정] 제1조[1]
- 외자구매처직제 [대통령령 제237호, 1949.12.15 제정] 제1조[2]

## 연혁
- 1949년 12월 10일 - 외자구매처를 신설.
- 1955년 2월 7일 - 임시외자관리청과 통합하여 외자청을 설치.

## 역대 처·차장

### 외자구매처장
| 정부        | 대수 | 이름           | 임기                               | 출신지              | 출신학교            | 비고                                                                        |
| ----------- | ---- | -------------- | ---------------------------------- | ------------------- | ------------------- | --------------------------------------------------------------------------- |
| 제 1 공화국 | 초대 | 김우평(金佑坪) | 1949년 12월 22일 ~ 1952년 2월 7일  | 전남 여수           | 미국 오하이오주립대 | 부흥부 장관&제5대 국회의원                                                  |
| 제 1 공화국 | 2대  | 현근(玄槿)     | 1952년 4월 7일 ~ 1952년 12월 26일  | 함남                | 미국 브라하대       | 체신부 차관                                                                 |
| 제 1 공화국 | 3대  | 황종률(黃鍾律) | 1952년 12월 26일 ~ 1953년 5월 28일 | 경기 한성 (현 서울) | 일본 규슈대         | 연세대 교수&충청북도지사&재무부 장관&무임소 장관&체신부 장관&제8대 국회의원 |
| 제 1 공화국 | 4대  | 이순용(李淳鎔) | 1953년 5월 28일 ~ 1953년 11월 24일 | 경기 한성 (현 서울) | 서울대              | 내무부 장관&체신부 장관                                                     |
| 제 1 공화국 | 5대  | 손노듸(孫노듸) | 1953년 11월 24일 ~ 1955년 2월 16일 |                     |                     |                                                                             |